# Антонелла Луальді
Антонелла Луальді (італ. Antonella Lualdi; 6 липня1931, Бейрут — 10 серпня 2023, Рим) — італійська акторка та співачка.

## Біографія
Мати була емігранткою з Греції. Справжнє ім'я та прізвище — Антуанетта Де Паскалі. Почала зніматися в кіно починаючи з масовок. Дебют у самостійній ролі у фільмі режисера Маріо Маттолі «Юна дівчина» (1949). У 1950 році виконала головну роль Анни у фільмі Маріо Ланді «Пісні на вулицях» (1950). Стала надзвичайно популярною в 50-ті роки, насамперед завдяки своїй яскравій зовнішності. Грала молоденьких наївних дівчат у комерційних фільмах і довго не могла розкрити своєрідність свого дарування. У 1950–1952 роках знялася в 24 комерційних фільмах. Значні роботи актриси — Мілена Кампольмі в екранізації роману Васко Пратоліні «Повість про бідних закоханих» (1953, реж. Карло Лідзані), Матильда де Ла Молль у фільмі французького кінорежисера Клода Отана-Лара «Червоне і чорне» (1954), Ельза Форесі в драмі Франческо Мазеллі «Дофін» (1960), Юлія в соціальній драмі Клода Соте «Венсан, Франсуа, Поль та інші» (1974). У 70-ті, 90-ті роки активно знімалася у французькому і італійському кіно, проте колишнього успіху ці роботи Антонеллі Луальді не принесли. Повернула колишню популярність, виконавши роль Лючії Кордьє в телевізійних серіалах «Кордьє-правоохоронці» (1992–2005) і «Комісар Кордьє» (2005–2008).
Антонелла Луальді померла 10 серпня 2023 року у Римі після тривалої хвороби в 92-річному віці.

## Фільмографія
- Il principe delle volpi (1949)
- Signorinella (1949)
- Canzoni per le strade (1949)
- Abbiamo vinto! (1950)
- È più facile che un cammello (1950)
- Miracolo a Viggiù (1951)
- Ha fatto 13 (1951)
- È arrivato l'accordatore (1952)
- I figli non si vendono (1952)
- Cani e gatti (1952)
- Tre storie proibite (1952)
- Шинель  (1952)
- Il romanzo della mia vita (1952)
- Quando le donne amano (1952)
- La cieca di Sorrento (1953)
- La figlia del reggimento (1953)
- Perdonami (1953)
- Canzoni, canzoni, canzoni (1953)
- Il più comici spettacolo del mondo (1953)
- Amori di mezzo secolo (1954)
- Cronache di poveri amanti (1954)
- Pietà per chi cade (1954)
- Gli uomini che mascalzoni (1954)
- Casta Diva (1954)
- L'uomo e il diavolo (1954)
- Papà pacifico (1955)
- Non c'è amore più grande (1955)
- Avanzi di galera (1955)
- Le signorine dello 04 (1955)
- Gli innamorati (1955)
- Andrea Chénier (1955)
- Altair (1956)
- I giorni più belli (1956)
- Il cielo brucia (1957)
- La regina della povera gente (1957)
- A Parigi in vacanza (1957)
- La casa di Madame Kora (1957)
- Padri e figli (1957)
- I giovani mariti (1958)
- Polikuska (1958)
- Una vita (1958)
- La notte brava (1959)
- На подвійний поворот (1959)
- Il colore della pelle (1959)
- Sangue sull'asfalto (1959)
- Match contro la morte (1959)
- Via Margutta (1960)
- I delfini (1960)
- Appuntamento a Ischia (1960)
- I mongoli (1961)
- Il disordine (1962)
- Arrivano i Titani (1962)
- Sesto senso (1962)
- Вчорашні пісні, сьогоднішні пісні, завтрашні пісні (1962)
- Gli imbroglioni (1963)
- Il figlio del circo (1963)
- Найкоротший день (1963)
- Hong Kong un addio (1963)
- Amore mio (1964)
- Se permettete parliamo di donne (1964)
- I cento cavalieri (1964)
- La coda del diavolo (1964)
- Delitto allo specchio (1964)
- Su e giù (1965)
- Il pasto delle belve (1965)
- Surcouf l'eroe dei sette mari (1966)
- Il grande colpo di Surcouf (1966)
- Il massacro della foresta nera (1966)
- Ragan (1967)
- La colonna di Traiano (1968)
- Cento ragazze per un play boy (1968)
- Un caso di coscienza (1969)
- Tre amici, le mogli e (affettuosamente) le altre (1974)
- I giorni della chimera (1975)
- La legge violenta della squadra anticrimine (1976)
- Non sparate sui bambini (1978)
- Mafia una legge che non perdona (1980)
- Едемський сад (1980)
- Carlotta (1981)
- Zero in condotta (1983)
- Una spina nel cuore (1985)
- Diritto di vivere (1990)
- Tutti gli uomini di Sara (1992)
- Urlo della verità (1992)
- Per amore o per amicizia (1992)
- Nefertiti (1994)
- La bella società (2009)